# Білоскурський Яків Степанович
Я́ків Степа́нович Білоску́рський (також відомий як Кушнірю́к Гео́ргій Гаври́лович; нар. 4 квітня 1885, Коломия, Королівство Галичини і Володимирії, Долитавщина, Австро-Угорщина — пом. 7 грудня 1977, Київ, Українська РСР, СРСР) — професійний революціонер, громадсько-політичний і військовий діяч. Голова військового трибуналу Київського та Українського військового округу, дивізійний військовий юрист СРСР (генерал-майор військової юстиції СРСР).

## Життєпис
Народився 4 квітня 1885 року в Коломиї у ремісничій сім'ї Степана Білоскурського і Йосифи Генеги.
Упродовж 1897—1904 років навчався в Коломийській українській державній гімназії, з якої відрахований за створення підпільного соціалістичного гуртка і провадження соціалістичної агітації в середовищі гімназистів, робітників і селян. Учень провідних діячів Русько-Української радикальної партії Кирила Трильовського і Михайла Павлика.
Упродовж 1905—1906 років працював коректором у редакції газети «Громадський голос», брав участь в організації робітничих страйків і маніфестацій у Львові.
У 1906 році емігрував до Російської імперії і вступив до підпільної організації лівих есерів у Києві. В наступному році у Новограді-Волинському (нині — Звягель) за збройний напад на поліцейських заарештований і засуджений до десяти років ув'язнення в каторжній тюрмі. Покарання відбував упродовж 1908—1917 років у Псковській і Ярославській каторжних центральних тюрмах.
Після звільнення працював у Ярославській типографії, а у грудні 1918 року вступив до більшовицької партії і добровольцем до Червоної армії. Обіймав посаду слідчого революційного військового трибуналу Північного фронту, заступника голови трибуналу Західного фронту та голови трибуналу 11-ї армії Кавказького фронту. Упродовж 1924—1925 років був членом Військової колегії Верховного Суду СРСР та брав участь у судовому процесі над есером Борисом Савінковим.
Після переведення в Україну упродовж 1925—1934 років обіймав посаду голови військового трибуналу Українського військового округу, протягом 1934—1937 років — голови військового трибуналу Київського військового округу. У 1936 році отримав звання дивізійного військового юристу СРСР, що відповідає званню генерал-майора військової юстиції СРСР.
Причетний до репресій військовослужбовців і партійно-господарських працівників, однак в окремих справах намагався запобігти несправедливим засудженням і за це у вересні 1937 року був викликаний членом Військової ради Київського військового округу Юхимом Щаденком для надання пояснень. Під час складання звіту з Білоскурським стався інсульт та інфаркт, що спричинило інвалідність і врятувало його від репресій. У 1940 році звільнений із роботи в збройних силах з виходом на пенсію.
У роки Другої світової війни перебував в евакуації в Таджикистані, а після повернення до Києва упродовж 1944—1950 років працював на посаді члена Верховного Суду УРСР.
Помер 7 грудня 1977 року, похований на Байковому кладовищі в Києві.

## Нагороди
- Почесна зброя — пістолет системи «Маузер» з написом «Стойкому защитнику пролетарской революции от РВС СССР» (укр. «Стійкому захиснику пролетарської революції від РВС СРСР»; 1928).
- Орден Червоної Зірки (1933).
- Ордени «Знак Пошани» (1948, 1967)[3].